# Mikhail Mikhailovich Kasyanov
Mikhail Mikhailovich Kasyanov (tiếng Nga: Михаи́л Миха́йлович Касья́нов; phát âm tiếng Nga: [mʲɪxɐˈil mʲɪˈxajləvʲɪtɕ kɐˈsʲjanəf], phát âm tiếng Viêt: Ka-xi-a-nốp) - (sinh ngày 8 tháng 12 năm 1957) là Thủ tướng Nga từ tháng 5 năm 2000 đến tháng 2 năm 2004. Ông là lãnh đạo Liên minh Dân chủ Nhân dân và cựu thành viên của liên minh đối lập "Nước Nga Khác".

## Sự nghiệp chính trị
Là thành viên cuối cùng của chính phủ Nga liên kết chặt chẽ với Yeltsin, Kasyanov đã bị cách chức, cùng với toàn bộ nội các Nga, bởi Tổng thống Vladimir Putin ngày 24 tháng 2 năm 2004 sau hơn ba năm nắm quyền.
Trong nhiệm kỳ này của Kasyanov chính phủ đã thực hiện những đột phá quan trọng trong việc đưa ra và thực hiện thành công nhiều cải cách trong nhiều lĩnh vực của nền kinh tế Nga và lĩnh vực công - những cải cách thuế và tài chính, cải cách hải quan, cải cách lương bổng, tái tổ chức cơ cấu quốc gia (lĩnh vực năng lượng, đường sắt). Lạm phát giảm đáng kể và nền kinh tế Nga đã tăng tới một phần ba. Cùng lúc ấy, chính sách đa dạng hóa kinh tế khẩn cấp vừa được khởi động đã không được thực hiện đầy đủ.
Một năm sau ngày bị cách chức (24 tháng 2 năm 2005) Kasyanov đã có một cuộc họp báo trong đó ông nói rằng mình có thể tham gia vào cuộc bầu cử tổng thống năm 2008. Ý định của ông được ủng hộ một cách không triệt để bởi những nhà tỷ phú Leonid Nevzlin  và Boris Berezovsky  (cả hai đều đang sống lưu vong sau những cáo buộc tham nhũng chống lại họ ở nước Nga) và cựu vô địch cờ vua Garry Kasparov.

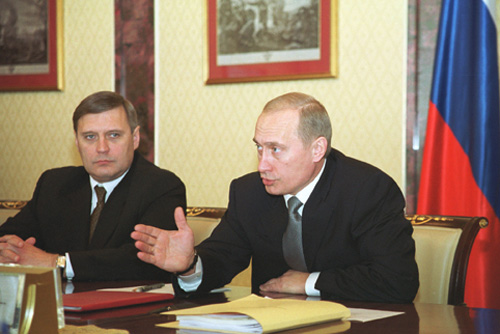
Kasyanov với Vladimir Putin, 2000

Tháng 4 năm 2006 Mikhail Kasyanov được bầu làm chủ tịch Liên minh Dân chủ Nhân dân (PDU), một tổ chức vô chính phủ mới được thành lập. PDU là một trong những đồng sáng lập hội nghị "Nước Nga Khác" đầu tiên  Lưu trữ ngày 25 tháng 8 năm 2014 tại Wayback Machine vào tháng 7 năm 2006 và của liên minh "Nước Nga Khác" được thành lập tại hội nghị. Kasyanov và PDU tham gia tích cực vào hoạt động của liên minh và có mặt trong những cuộc Diễu hành của những người phản đối  Lưu trữ ngày 7 tháng 4 năm 2007 tại Wayback Machine tại Moscow và St.Petersburg – những cuộc biểu tình phản đối đầu tiên sau nhiều năm. Ngày 3 tháng 3 năm 2007, Kasparov và Kasyanov phát biểu phản đối chính phủ Putin trước hàng nghìn người ủng hộ tại cuộc Diễu hành của những người phản kháng Saint Petersburg. 
Tại một lần xuất hiện ở Viện Nghiên cứu Chiến lược Quốc tế ngày 26 tháng 6 năm 2006, Kasyanov đã chỉ trích nội các của Putin. Ông nói: 
"Sự chia sẻ quyền lực đã bị xóa bỏ hoàn toàn và bị thay thế bởi cái gọi là 'Quyền lực theo chiều dọc' dựa trên ý tưởng sai lầm rằng mọi xã hội có ý nghĩa và các quá trình chính trị phải được giữ dưới sự kiểm soát của nhà nước. Chính phủ và nghị viện không thể hoạt động được nữa nếu không có các chỉ thị hàng ngày. Nhánh tư pháp ngày càng lệ thuộc. Truyền hình độc lập không tồn tại nữa ở mức độ liên bang và đang nhanh chóng bị loại bỏ tại các vùng. Hơn nữa, các công ty thuộc sở hữu nhà nước và chính nhà nước đang tăng cường quản lý truyền thông điện tử và in ấn. Trách nhiệm của quyền lực ở mức độ vùng đã hoàn toàn bị xóa bỏ bởi việc hủy bỏ các cuộc bầu cử thống đốc trực tiếp." 
Tới năm 2007 PDU có các chi nhánh tại 75 vùng của Nga . Tháng 6 năm 2007 Kasyanov được chỉ định làm ứng cử viên cho cuộc bầu cử tổng thống của PDU. Tháng 9 năm 2007 đảng chính trị mới Nhân dân vì Dân chủ và Công lý (ru:Народ за демократию и справедливость)  được thành lập trên cơ sở PDU, và Kasyanov được bầu làm chủ tịch của nó.
Những cáo buộc rằng Kasyanov lấy 2% hoa hồng để đổi lấy việc bỏ qua cho những vụ làm ăn hối lộ và bất hợp pháp khi còn làm việc tại Bộ Tài chính từ năm 1993 đến năm 1999 khiến ông bị gọi là "Misha 2 phần trăm" trên truyền thông Nga. Trong Tương lai kinh tế không chắc chắn của Nga, viết cho Ủy ban Kết hợp Kinh tế Nghị viện Hoa Kỳ, nhữn cáo buộc đó bị miêu tả là có cơ sở, và một bài báo trên tờ Spiegel từ năm 2007 ghi rằng Kasyanov nhấn mạnh rằng ông chỉ có thu nhập như một công chức với khoản lương từ chính phủ và ông chỉ tham gia vào một doanh nghiệp tư nhân từ khi rời bỏ chức vụ thủ tướng. Bài viết này cũng cho rằng Kasyanov đã mua ngôi nhà nghỉ vùng nông thôn (dacha) của nhà cựu lý luận của Đảng Cộng sản Liên Xô Mikhail Suslov trị giá nhiều triệu Euros.

## Điều tra
Ngày 11 tháng 7 năm 2005, Văn phòng Công tố Công Nga đã bắt đầu điều tra việc tư nhân hóa hai ngôi nhà trước kia thuộc sở hữu nhà nước. Theo những cáo buộc lần đầu tiên do nhà báo và là thành viên của Duma Quốc gia Aleksandr Hinshtein đưa ra  Lưu trữ ngày 1 tháng 9 năm 2007 tại Wayback Machine, hai ngôi nhà sang trọng của chính phủ đã bị đưa ra bán năm 2003 theo một sắc lệnh của Kasyanov. theo phán quyết của tòa ngày 16 tháng 3 năm 2007, ông phải trả lại ngôi nhà và trả 108.135.000 cho những thiệt hại cho chính phủ khi sử dụng tài sản một cách bất hợp pháp (xấp xỉ USD 4.150.000 hay €3.130.000). Năm 2007, Kasyanov vẫn đang có kế hoạch kháng cáo. 

## Ứng cử viên tổng thống năm 2008
Năm 2006 Kasyanov đã nói về ý muốn tham gia cuộc chạy đua vào chức Tổng thống năm 2008. Ông được chỉ định làm ứng cử viên vào tháng 12 năm 2007 và vào ngày 16 tháng 1 năm 2008 ông nói rằng mình đã hoàn thành việc thu thập đủ 2 triệu chữ ký cần thiết để trở thành ứng cử viên.  Tuy nhiên, cuối tháng ấy, Hội đồng Bầu cử Trung ương đã từ chối tư cách ứng cử viên của ông vì lý do 13.36% chữ ký không hợp lệ. Kasyanov tuyên bố rằng quyết định ngăn cản ông tham gia tranh cử là của chính Putin, và ông miêu tả cuộc bầu cử như một trò hề, kêu gọi tẩy chay nó.

## Biểu thời gian
- 1981-90: Kỹ sư; Nhà kinh tế; Nhà phân tích cao cấp; Lãnh đạo nhóm, Sở Quan hệ Kinh tế Nước ngoài của Ủy ban Kế hoạch Nhà nước Liên bang Cộng hoà xã hội chủ nghĩa Xô viết Nga.
- 1990: được chỉ định làm Lãnh đạo nhóm, Phòng Quan hệ Kinh tế Nước ngoài của Ủy ban Kế hoạch Nhà nước Liên bang Cộng hoà xã hội chủ nghĩa Xô viết Nga.
- 1991: Phó, Phòng, sau đó là Trưởng, Phòng Quan hệ Kinh tế Nước ngoài của Bộ Kinh tế Liên bang Nga.
- 1992-93: Trưởng, Sở Thống nhất của Bộ Kinh tế Liên bang Nga.
- 1993-95: Trưởng, Sở Tín dụng Nước ngoài và Nợ Nước ngoài của Bộ Tài chính Liên bang Nga và Thành viên Ban quản trị Bộ Tài chính.
- 1995: được chỉ định làm Thứ trưởng Bộ Tài chính.
- 1999: được chỉ định làm Thứ trưởng thứ nhất Bộ Tài chính.
- Tháng 5 năm 1999: được chỉ định làm Bộ trưởng Bộ Tài chính Liên bangg Nga.
- Tháng 1 năm 2000: được chỉ định làm Phó thủ tướng thứ nhất của Liên bang Nga.
- Tháng 5 năm 2000: Thủ tướng Liên bang Nga.
- Tháng 2 năm 2004: bị Tổng thống Putin sa thải cùng toàn bộ nội các.
- Tháng 3 năm 2005: Mikhail Kasyanov khởi động công ty tư vấn MK Analytica của mình. Ông bắt đầu chỉ trích lớn tiếng chính quyền Nga về sự mất dân chủ của nó và tuyên bố ý định tham gia vào cuộc bầu cử tổng thống năm 2008 để thay đổi tình thế chính trị của đất nước.
- Tháng 4 năm 2006: Chủ tịch Liên minh Dân chủ Nhân dân (PDU), một Tổ chức phi chính phủ mới thành lập.
- Tháng 6 năm 2007: Được PDU chỉ định làm ứng cử viên trong cuộc bầu cử tổng thống.
- Tháng 9 năm 2007: Chủ tịch đảng chính trị mới "Nhân dân vì Dân chủ và Công lý" được thành lập trên cơ sở PDU.
- Tháng 12 năm 2007: được thông qua bởi một hội đồng những người ủng hộ là ứng cử viên cho cuộc bầu cử tổng thống.
- Tháng 1 năm 2008: Ủy ban Bầu cử Trung ương Nga (ЦИК) bác bỏ tư cách ứng cử viên của ông trong cuộc bầu cử tổng thống, chỉ ra những giả mạo trong số 2 triệu chữ ký cần thiết của ông.